# Canadian Standard Auto & Tractor
Canadian Standard Auto & Tractor Co. war ein kanadischer Hersteller von Automobilen.

## Unternehmensgeschichte
Der US-Amerikaner A. R. Walton, der vorher in Fort Wayne Nutzfahrzeuge herstellte, gründete im November 1912 zusammen mit örtlichen Geschäftsleuten das Unternehmen in Moose Jaw. Sie begannen mit der Produktion von Automobilen. Der Markenname lautete Canadian Standard. 1913 zogen sich die örtlichen Partner zurück. 1913 oder 1914 endete die Produktion. Nur wenige Fahrzeuge entstanden.

## Fahrzeuge
Das einzige Modell war ein Tourenwagen. Ein Vierzylindermotor trieb die Fahrzeuge an.